# Universidad Médica de Innsbruck
La Universidad Médica de Innsbruck (en alemán: Medizinische Universität Innsbruck) es una universidad estatal fundada el 1 de enero de 2004 (anteriormente Facultad de la Universidad de Innsbruck durante más de 300 años). La Universidad Médica de Innsbruck en conjunto con la Universidad de Innsbruck constituyen el mayor lugar de estudios e investigación del oeste de Austria (con sus 1700 trabajadores y 3800 estudiantes). Esta Universidad es correspondiente para las provincias de Tirol, Vorarlberg, Südtirol y Liechtenstein.

## Historia
La Medicina en Innsbruck tiene una larga tradición. Ya para el año 1307 se abrió el primer hospital estatal en Schwaz, en las cercanías de Innsbruck. Debido al crecimiento poblacional en la región condicionado por la floreciente extracción de plata en los alpes, se hizo necesario el desarrollo de una estructura educacional propia. Así se crearía por iniciativa del emperador Leopoldo I de Habsburgo en el año 1669 la Universidad de Innsbruck, y con ella, la primera Facultad de Medicina en territorio de los Alpes Austriacos. Un punto alto para esta Facultad se concretaría en el año 1733, fundándose en esta universidad la primera cátedra de Cirugía Avanzada del País. Sería el 1 de enero de 2004 cuando la tradicional Facultad alcanzaría el estatus de Universidad Autónoma, tomando el nombre Universidad Médica de Innsbruck.

## Premios Nobel
- Fritz Pregl, 1923 Química (por el desarrollo del análisis micrométrico orgánico)
- Adolf Windaus, 1928 Química (por la aclaración constitucional del Esterol y su relación con las vitaminas)
- Hans Fischer, 1930 Química (por la Síntesis de la Hemina)
- Victor Franz Hess, 1936 Física (estudios sobre radiactividad)

## Gremios

### Consejo Universitario
El consejo Universitario se compone en su segundo período (comienzos del 2008) por las siguientes 7 personas:
- Gabriele Fischer (Universidad Médica de Vienna)
- Günther Bonn (Universidad de Innsbruck)
- Christiane Druml (Presidenta de la Comisión de Bioética del Consejo de la Cancillería Regional)
- Reinhard Putz (Universidad de Múnich)
- Stefan Laske (Universidad de Innsbruck)
- Freyja-Maria Smolle-Jüttner (Universidad de Graz)
- Richard Soyer (Abogado en Vienna)

### Rectorado
Desde octubre de 2017 el señor Wolfgang Fleischhacker es el correspondiente al cargo de Rector.

### Senado
El Senado se compone de 24 personas. 13 representantes corresponden a la Curia de Profesores de la Universidad, 4 a los docentes y trabajadores en investigación científica del área de enseñanza, una mandataria vela por los servicios universitarios generales y 6 estudiantes representan al cuerpo estudiantil. Presidente del Senado fue hasta su dimisión el 22 de septiembre de 2008 quien fuera director del departamento de Cirugía Vascular el señor Gustav Friedrich. Desde ese entonces el puesto lo ocupa el exdirector sustituto señor Michael Joannidis.

## Organización
La Universidad Médica de Innsbruck se organiza actualmente en Departamentos, Clínicas, Institutos y Secciones.

### Campo de Medicina Teórica
- Biocentro Innsbruck
- Departamento para Fisiología y Medicina Física
- Departamento para Medicina Genética, Molecular y Farmacología Clínica
- Departamento para Anatomía, Histología y Embriología
- Departamento para Higiene, Microbiología y Medicina Social
- Instituto para Farmacología
- Departamento para Medicina Estadística, Informática y Economía de la Salud
- Instituto Patológico
- Instituto para Medicina Legal

### Campo Clínico
- Departamento para Medicina Operativa
- Departamento para Medicina Interna
- Departamento de Psiquiatría y Psicoterapia
- Departamento de Neurología y Neurocirugía
- Departamento de Ginecología
- Departamento para Otorrinolaringología
- Departamento de Radiología
- Departamento de cuidado y cirugía Maxilofacial
- Departamento de Medicina Nuclear y Radioterapia
- Departamento de Pediatría
- Universidad Clínica de Dermatología
- Universidad Clínica de Oftalmología y Optometría
- Sociedad del centro de cuidado de la mujer
- Sociedad de Neurocientíficos
- Gene Discovery Core Facility
- Investigación Integrativa y Centro de Terapia
- Laboratorio Christian Doppler para Biología Inflamatoria en Enfermedades Gastroenterológicas
- Central de Animales de Prueba
- Comisión de Ética

## Áreas de Investigación Avanzada
La Universidad Médica de Innsbruck es conocida por sus aportes en campos de la Investigación Científica, Medicina Transplantativa, Ciencias Biológicas y Neurociencias. La Universidad abastece constantemente con servicios Médicos a la comunidad de Tirol trabajando cercanamente con Instituciones de dicha región. Sería en Innsbruck donde en el año 1993 se crería el primer campo de Investigación Especial Sistemas de Comunicación Biológica. Bajo el mismo campo de Investigación Especial, se fundó el año 2003 el Tema Investigativo Proliferación y Muerte celular en Tumores. Siguiendo en el Campo de Investigación del Cáncer hay un trabajo en conjunto con el Instituto Tirolés de Investigación del Cáncer y el recientemente Fundado centro de Excelencia Oncotyrol. Hasta el momento existen 2 Colegas de Doctorado para Molecular Cell Biology and Oncology (MCBO; Dictante: Bernhard Flucher) y Signal Processing in Neurons(SPIN; Dictante: Georg Dechant).